# オーベルツハウゼン
オーベルツハウゼン (ドイツ語: Obertshausen) は、ドイツ連邦共和国ヘッセン州オッフェンバッハ郡の市である。

## 地理

### 位置
オーベルツハウゼンは、ヘッセン州南部のオーデンヴァルトやシュペッサルト山地近くの海抜 122 m に位置する。オッフェンバッハ・アム・マインの南東 7 km にあたる。この街はオッフェンバッハ郡の13の市町村のうちの一つである。本市は、オーバーライン盆地、マイン川南岸の森の豊かな地域に位置する。フランクフルト・アム・マインおよびオッフェンバッハの南東にあたり、南西には行政管区本部所在地のダルムシュタット、北東にはハーナウ（マイン＝キンツィヒ郡）がある。

### 隣接する市町村
オーベルツハウゼンは、北西はオッフェンバッハ・アム・マインのビーバー市区およびテンペルゼー市区、北はミュールハイム・アム・マイン（レンマーシュピール市区）、北東はハーナウのシュタインハイム市区およびクライン＝アウハイム市区、東はハインブルク、南はロートガウ（ヴァイスキルヒェン市区）、南西はホイゼンシュタムと境を接している。

### 市の構成
オーベルツハウゼン市は、オーベルツハウゼンおよびハウゼンの 2つの市区からなる。両市区の人口規模はほぼ同じである。市域の面積は 13.7 km2 で、このうち 7.8 km2 が森、緑地および耕作地である。オーベルツハウゼンはオッフェンバッハ郡の全市町村中、最も面積の狭い自治体である。

## 歴史

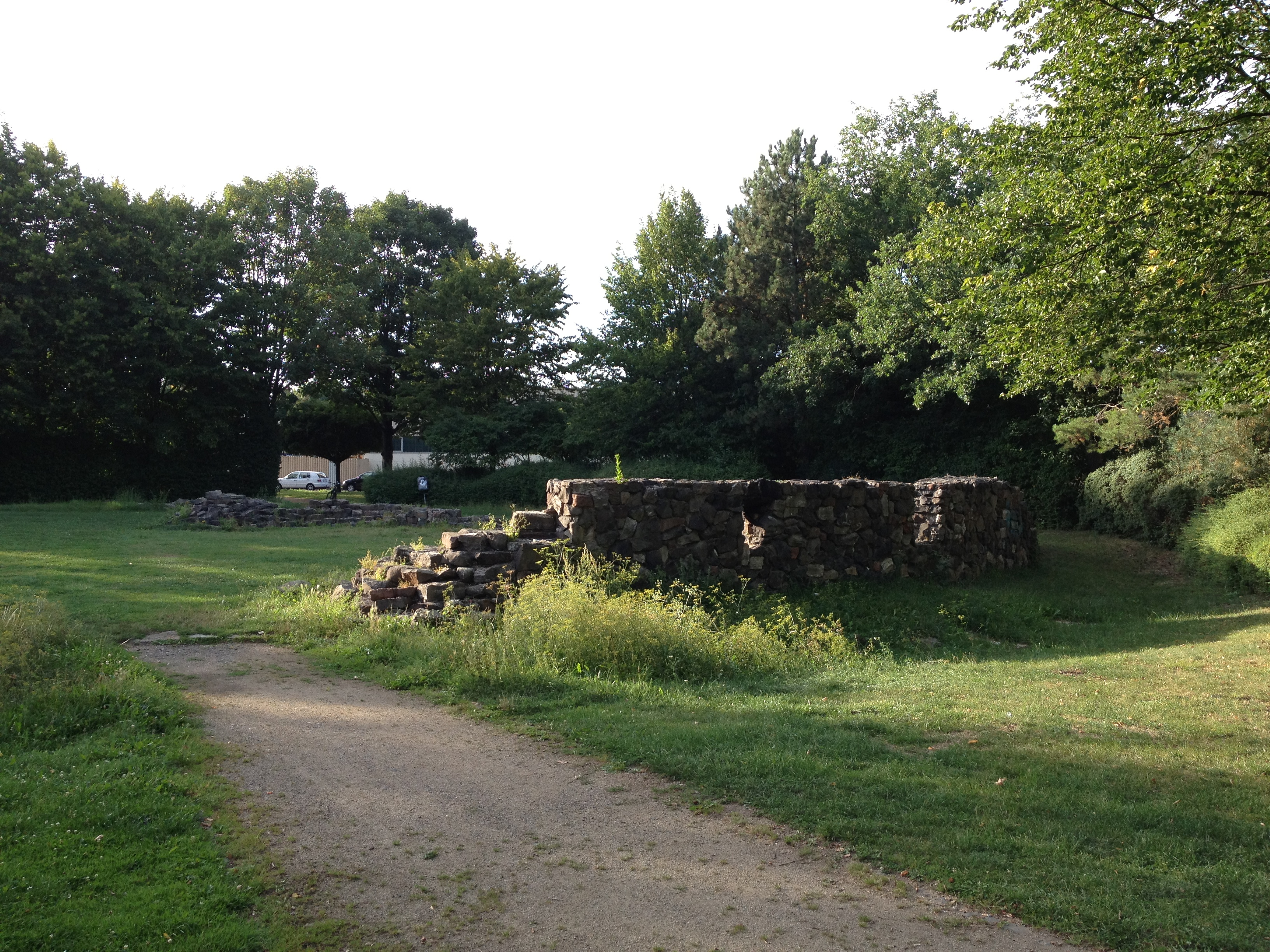
ブルク・イム・ハイン城趾

### 中世
オーベルツハウゼンに関する現存する最も古い資料は、ゼーリゲンシュタットのベネディクト会修道院の文書で、865年の日付が記され、Oberdueshuson という表記で、この修道院の農場として記録されている。オーベルツハウゼンには、見張り塔の形状をした水城「ブルク・イム・ハイン」があった。ハーゲンハウゼン家の分家であるハウゼン家がここに所領を有していた。
オーベルツハウゼンは、アムト・シュタインハイム（アムトは中世の行政単位）に属した。このアムトは、初めエップシュタイン家の所領であったが、1371年からは借金の担保としてカッツェンアインボーゲン伯家とハーナウ家が半分ずつ領していた。1393年からはクロンベルク家が全域を担保として領した。1425年にゴットフリート・フォン・エップシュタインはアムト・シュタインハイムをマインツ選帝侯に売却した。中世から1819年までオーベルツハウゼンはビーバーマルクに属した。
聖ニコラウスに献堂されたオーベルツハウゼンの教会の母教会はミュールハイム・アム・マインにあった。1340年にこの村はレンマーシュピール教区に属した。この教会の保護権はマインツの聖ペーター教会が有していた。中間的な管理権はアシャッフェンブルクの聖ペーター＝アレクサンダー教会の助祭長が担っていた。

### 地名の変遷
- Oberolveshuson （1000年頃）
- Oberodeshusun （1109年 - 1131年）
- Oberoldeshusen （1234年頃）
- Oberoldeshusen （1282年）
- Oppershusen （1288年）
- Obratshusin （1340年）
- Obirachteshusen （1371年）
- Oberhusen （1425年）
- Obertzhusen （1446年）
- Obbertzhusen （1542年）
- Obertshausen （1838年）

### 近世以後
三十年戦争の間、1631年から1634年まで、グスタフ2世アドルフは、このアムトを戦利品として接収し、同盟関係にあったハーナウ家のハインリヒ・ルートヴィヒ・フォン・ハーナウ＝ミュンツェンベルク（1609年 - 1632年）とヤーコプ・ヨハン・フォン・ハーナウ＝ミュンツェンベルク（1612年 - 1636年）とに与えた。両伯の死後ヴェストファーレン条約により、ミュールハイムは再びマインツ選帝侯領となった。三十年戦争とペスト禍により1636年から人口は大幅に減少した。
1664年にマインツ大司教ヨハン・フィリップは、ハウゼン村とオーベルツハウゼン村を、弟のフィリップ・エルヴァイン・フォン・シェーンボルンに 9,000 グルデンで売却した。1806年にイーゼンブルク＝ビルシュタイン侯はシェーネボルン家のアムト・ホイゼンシュタムに対する高権を獲得した。ライン同盟の解体に伴い、マイン川南岸の侯領はヘッセン大公国領となった。1819年のビーバーマルク分割後、オーベルツハウゼンの一部はゲマインデヴァルト（村有林）に割り当てられた。大公国内でオーベルツハウゼンは、1821年までシェーンボルン伯の荘園となり、その後はその所属を以下のように変えた。
- 1821年: ラントラーツベツィルク・ゼーリゲンシュタット
- 1832年: クライス・オッフェンバッハ（オッフェンバッハ郡）
- 1848年: レギールングスベツィルク・ダルムシュタット（ダルムシュタット県）
- 1852年: ラントクライス・オッフェンバッハ（オッフェンバッハ郡）

オーベルツハウゼンに駅を有するロートガウ鉄道オッフェンバッハ - ラインハイム線は、1896年に開通した。
ヘッセン州の地域再編に伴い、1977年1月1日に、それまで独立した町村であったオーベルツハウゼンとハウゼンが条例の規定に従って合併した。合併後、この自治体は初めハウゼンという名称であったが、1978年1月1日にオーベルツハウゼンに改名した。2つの市区は、連邦道 B448によって隔てられている。1979年9月29日、オーベルツハウゼンは、ヘッセン州政府から都市権を与えられた。

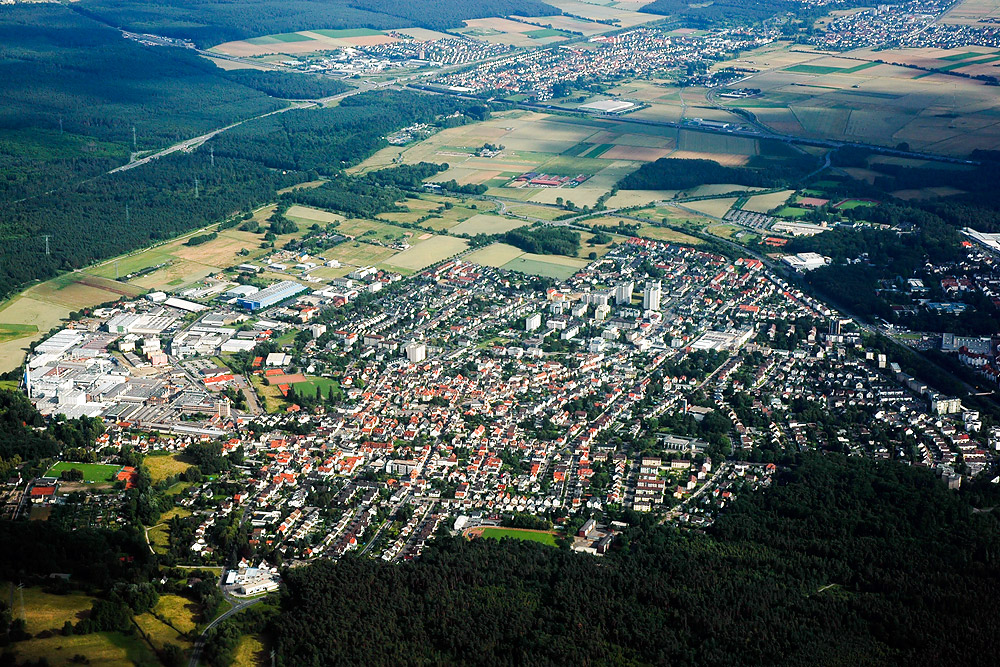
オーベルツハウゼン市の空中写真

### 人口推移

19世紀以後のオーベルツハウゼンの人口推移

- 1576年: 27家族
- 1829年: 479人

## 行政

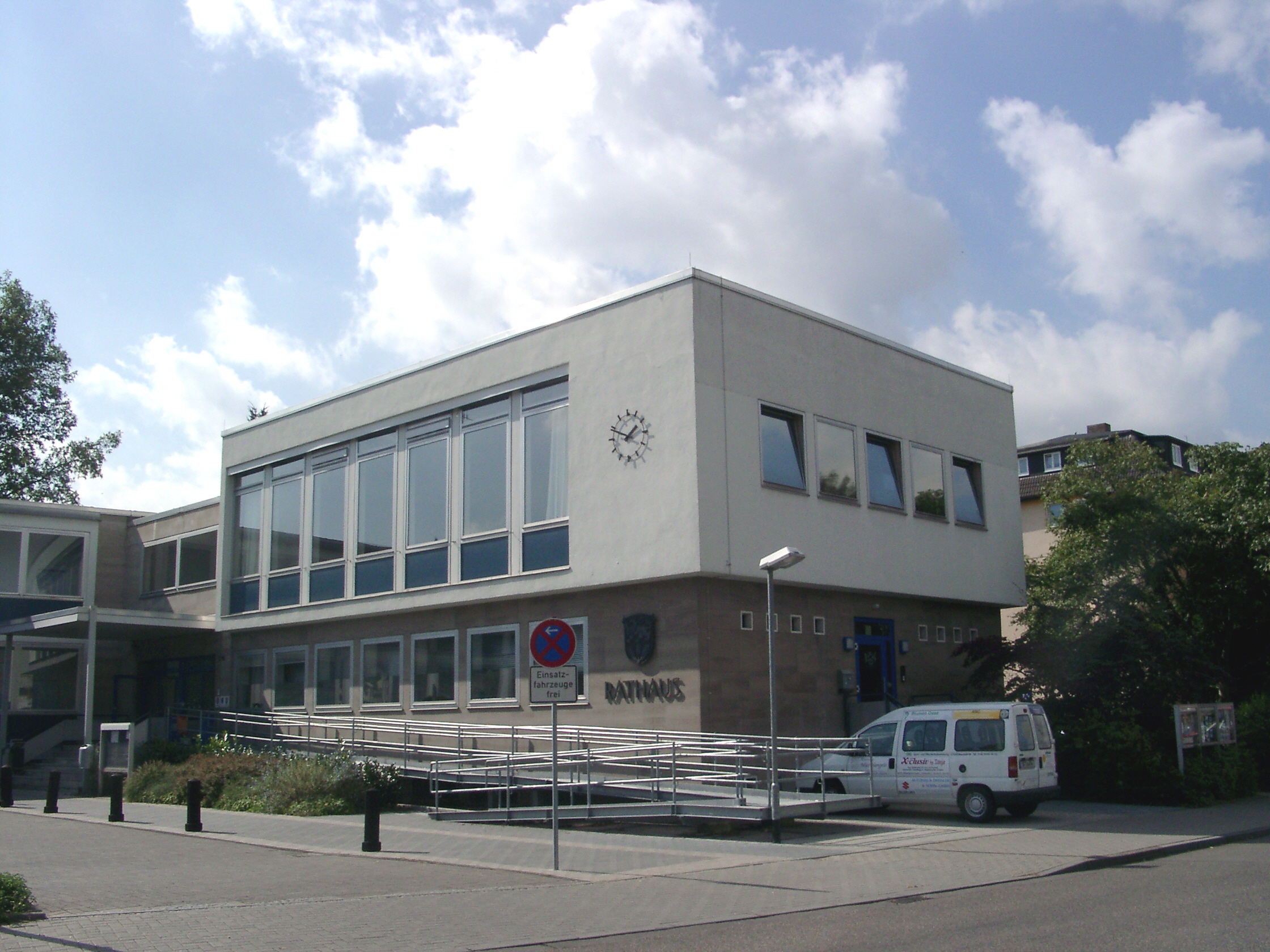
オーベルツハウゼン市庁舎

### 市議会
オーベルツハウゼンの市議会は、37議席からなる。

### 首長
2020年3月8日の市長選挙には、当時現職だったローガー・ヴィンターは立候補せず、マヌエル・フリードリヒが 51.89 % の票を獲得して市長に選出された。この選挙の投票率は 43.22 % であった。

### 紋章
オーベルツハウゼン市の紋章は、3つの山がある鋸歯状の分割線で上下二分割されている。上部は赤地に歩く金の獅子。下部は銀地で、緑色の2枚の葉と1つの実を付けたオークの枝が直立して描かれている。

### 幟
幟は、中央が白で、両側が赤。中央上部に市の紋章が描かれている。

### 姉妹都市
- サント＝ジュヌヴィエーヴ＝デ＝ボワ（フランス、エソンヌ県）1971年
- ラーキルヒェン（オーストリア、オーバーエスターライヒ州）1972年
- マイニンゲン（ドイツ、テューリンゲン州）1990年 友好都市協定、2006年姉妹都市協定

## 文化と見所

### 博物館
- カール＝マイヤー＝ハウスの郷土博物館。街の歴史に関する常設展示と期間展示がなされている。

### 催し物
- ハウゼン公民館では、特に冬期には、毎年定期的に演劇や演芸の公演が行われる。
- ベートーヴェン通りの市庁舎ホールでは、夏休み期間を除き、14日毎に青少年のための古い映画が上映される。
- ハウゼン公民館およびオーベルツハウゼンの多目的ホールは、大規模なイベントやコンサートに利用されている。
- 夏休み期間中は、毎年子供のためのキンダーシュタットが開催される。

### 建築
- ハウゼンのマルクト広場には3本の手で構成された芸術作品がある。それぞれの手には、2つの姉妹都市とオーベルツハウゼン市の紋章が掲げられている。
- ブルク・イム・ハイン城址
- カトリック教会「ヘルツ・イェズ教会」オーベルツハウゼン、バーンホーフ通り
- カトリック教会「聖ヨーゼフ教会」ハウゼン、ゼーリゲンシュテッター通り
- カトリック教会「聖ピウス教会」ハウゼン、グンベルトゼー通り
- カトリック教会「聖トーマス・モア教会」オーベルツハウゼン、ベルリナー通り
- プロテスタント教会「ヴァルト教会」ハウゼン、シェーンボルン通り
- 小礼拝堂、オーベルツハウゼン、ハウゼンシュタンマー通り

### 公園
- ヴァルトパーク「サント＝ジュヌヴィエーヴ＝デ＝ボワ」

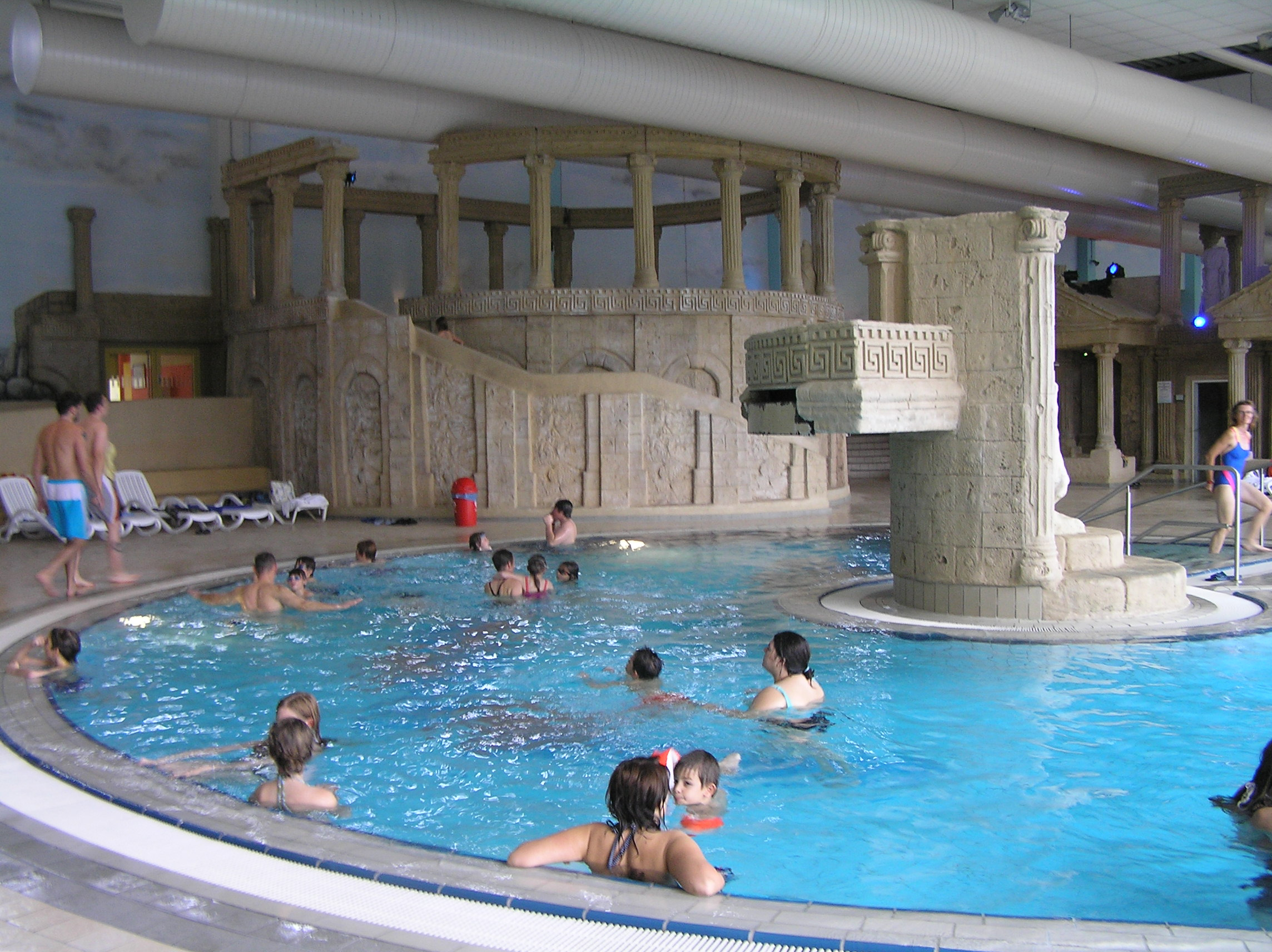
モンテ・マーレ

- オーベルツハウゼン・レジャー公園
- ハウゼン公民館に面したミニゴルフ場

### スポーツ
モンテ・マーレは、屋外プール、レジャープール、サウナを備えた施設である。元々は、「アトランティス」という名前で営業していたが、2005年に経営者が破産した後、モンテ・マーレ・グループの傘下に入った。
この他に、ヴァルト水泳プールに隣接してスポーツセンターがある。ただしこの市営プール自体は2010年に施設の老朽化と維持費の高騰により取り壊された。

### サークル活動
オーベルツハウゼン市内には124のサークルがある。

## 経済と社会資本

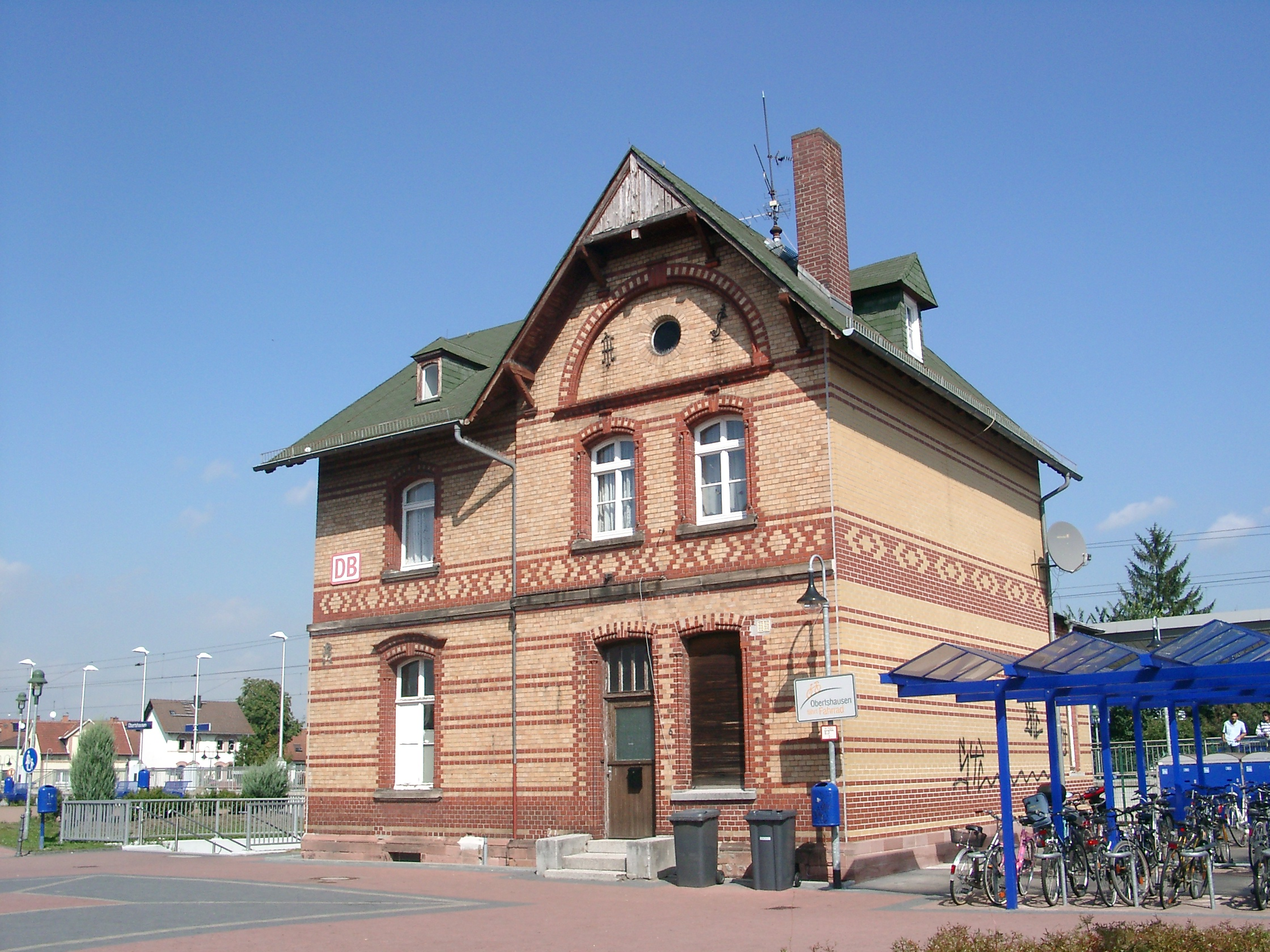
オーベルツハウゼン駅の駅舎

### 交通
ロートガウ鉄道がオーベルツハウゼンを通っている。この街は、2003年末から S1号線によってライン＝マインSバーン網に接続している。
この街は連邦アウトバーン A3号線に面しており、エーゲルスバッハ飛行場はもちろん、フランクフルト・ジャンクションを経由してフランクフルト空港までも短時間で到着できる。オーベルツハウゼンは経済都市フランクフルト・アム・マインおよびライン＝マイン地区に近く、交通の便が良い立地にある。
オーベルツハウゼンとハウゼン地区、ミュールハイムおよびオッフェンバッハとを結ぶオッフェンバッハ・バス 120系等をはじめ、市内を多くのバス路線が運行している。

### 経済
オーベルツハウゼンは、長い間、オッフェンバッハ・アム・マインと並んで、皮革製品製造の全国的中心地であった。その製品は海外にまで輸出された。皮革産業の衰退に伴い、現在では機械製造業がこの街の産業の中心となっている。住民の多くが近くに位置するフランクフルト・アム・マインに通勤している。2003年現在のオーベルツハウゼンの購買力は、19,315ユーロ/人であった。これはドイツ全体の平均の 116.3 % にあたる。

### 地元企業
- カール・マイヤー GmbH（織機製造）
- Lederwaren Vertriebs GmbH Conti Osvaldo（皮革製品）
- PICARD Lederwaren GmbH & Co. KG（皮革製品）
- YMOS AG（自動車部品製造）

### メディア
- オッフェンバッハ＝ポスト: この出版社は、オッフェンバッハ・アム・マインに本社があり、定期的に地域面でオーベルツハウゼンに関するニュースを掲載している。
- ハイマートボーテ: オーベルツハウゼンの地方紙。オーベルツハウゼンの出来事を掲載している（オッフェンバッハ＝ポスト傘下）
- ドライアイヒ＝シュピーゲル
- ドライアイヒ＝ツァイトゥング

### 教育

#### 基礎課程学校
- フリードリヒ＝フレーベル＝シューレ、ハウゼン、ブリュッケン通り35（2009/2010の学期から生徒はヴァルトシューレの教室で学んでいる）
- ヴァルトシューレ、ハウゼン、ブリュッケン通り35
- ヨーゼフ＝フォン＝アイヒェンドルフ＝シューレ、オーベルツハウゼン、シュール通り1
- ゾンネンタウシューレ、オーベルツハウゼン、レムブリュッカー・ヴェク15

#### その他の学校
- ゲオルク＝ケルシェンシュタイナー＝シューレ、ゲオルク＝ケルシェンシュタイナー通り2
- ヘルマン＝ヘッセ＝シューレ、イム・ハーゼンヴィンケル6

#### 幼稚園
ハウゼン地区には幼稚園が、公立3園、カトリック教会運営1園ある。オーベルツハウゼン地区の幼稚園は、公立3園、教会運営1園である。この他に、この街にはオッフェンバッハ郡で最初の「森の幼稚園」がある。

## 人物

### 出身者
- スヴェン・フェート（1964年 - ）DJ、ミュージシャン。ドイツにおけるテクノポップ音楽シーンの開拓者

## 引用
1. ↑  Hessisches Statistisches Landesamt: Bevölkerung in Hessen am 31.12.2023 (Landkreise, kreisfreie Städte und Gemeinden, Einwohnerzahlen auf Grundlage des Zensus 2011)]
2. ↑  Richard Wille: Hanau im Dreißigjährigen Krieg. Hanau 1886, pp. 91, 593 - .
3. ↑  Gesetz zur Neugliederung des Landkreises Offenbach vom 26. Juni 1974, GVBl. I p. 316
4. ↑  2011年3月27日の市議会議員選挙結果、ヘッセン州統計局（2012年12月29日 閲覧）
5. ↑  “Bürgermeisterwahl - Bürgermeisterwahl 2020 in der Stadt Obertshausen - Gesamtergebnis”. 2021年3月6日閲覧。